# 봉수 (통신)

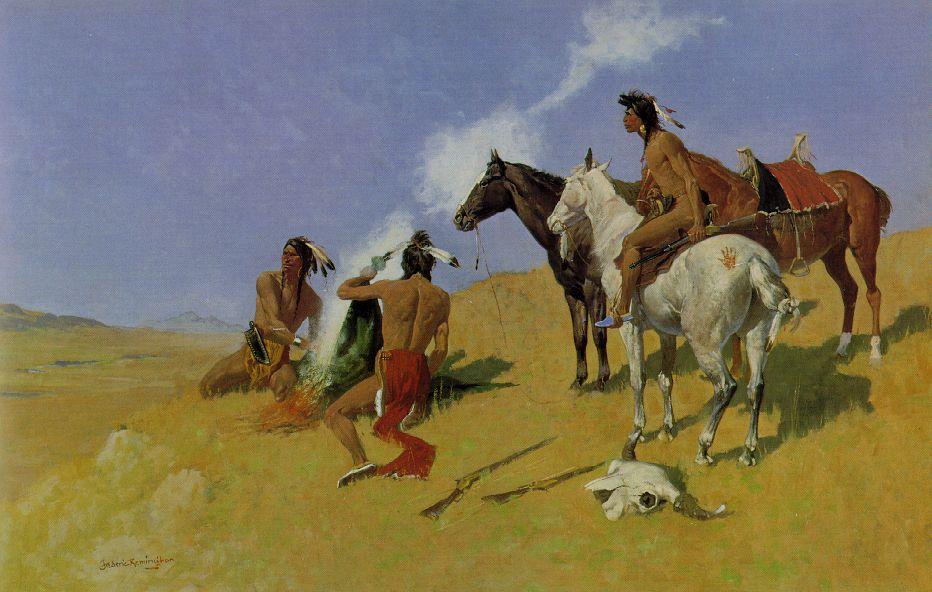

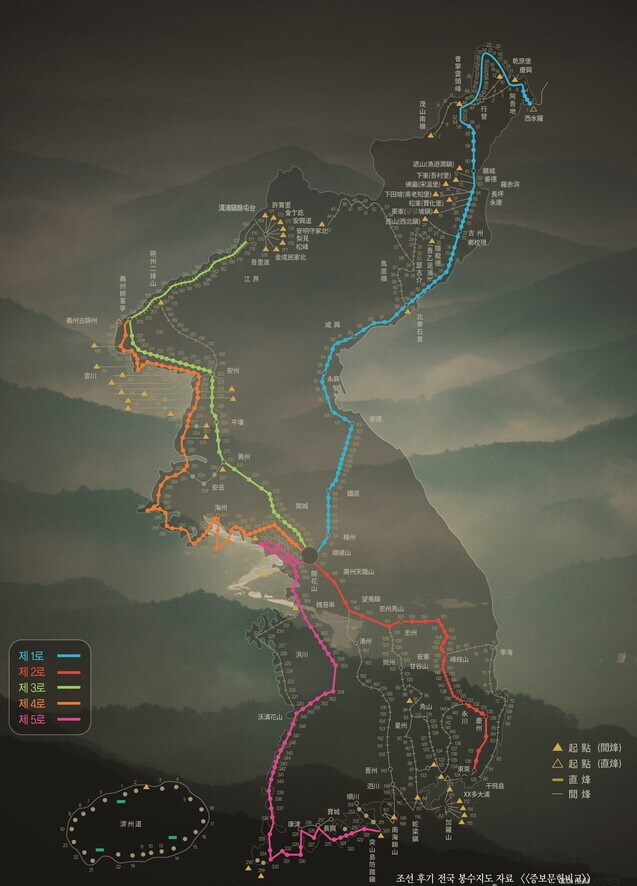
조선의 봉수로. 문화재청 제공

봉수(烽燧) 또는 연기 신호(Smoke signal)는 가장 오래된 형태의 장거리 통신 수단 중 하나이다. 장거리용 시각적 통신수단 으로서 봉수는 소식 전달, 위험 신호 또는 사람들을 공동 구역으로 불러모으는데 이용되었다.

## 각국의 봉수

### 고려
정식으로 법으로 제정하여 실시한 것은 고려전기, 즉 1149년(의종 3년)에 서북면병마사(西北面兵馬使) 조진약(曺晋若)의 상주(上奏)에 의하여 낮에는 연기로, 밤에는 불빛으로 하되 평상시에는 한 번씩 올리고 2급(二急)에는 두 번, 3급(三急)에는 세 번, 4급(四急)에는 네 번씩 올리고, 봉수대에는 방정(防丁) 2명, 백정(白丁) 30명을 두고 각각 평전(平田) 1결(一結)을 주도록 규정하였다. 그런데 봉수소에 배치되는 봉졸(烽卒 : 봉군)은 천역(賤役)에 속하는 것으로 국가관리가 죄를 범했을 때에 봉졸로 배치되는 예도 있었다.

### 조선
조선에서는 세종 때에 정식으로 봉수제도를 마련하였는데, 평상시에는 횃불을 1개, 적이 나타나면 2개, 적이 국경에 접근하면 3개, 국경을 넘어오면 4개, 적과의 전투가 벌어지면 5개를 올리되 구름이 끼거나 바람이 불어서 연락을 할 수 없을 때는 봉졸들이 차례로 달려서 보고하였다. 서울에서는 오원(五員)이 병조에 보고하고 지방에서는 오장(伍長)이 관할 진장(鎭將)에게 보고하였다.

## 절차
봉수의 간선(幹線)은 직봉(職烽)이라 하여 동북은 경흥(慶興), 동남은 동래(東萊), 서북은 내륙(內陸)으로는 강계(江界), 해안 지방으로는 의주(義州), 서남은 순천(順川)의 5개 처를 기점으로 하여 서울의 목멱산(木覓山 : 남산)을 종점으로 했다. 직봉 외에도 간봉(間烽)이라는 보조선이 있어 본봉 사이의 중간 지역을 연락하는 장거리의 것과 국경 방면의 전선초소(前線哨所)로부터 본진·본읍으로 보고하는 단거리의 것도 있었다. 봉화가 서울에 연락되면 병조에서는 사람을 지정해서 다음날 새벽에 승정원(承政院)에 보고하여 이를 임금에게 보고 하고, 만약 급할 때에는 밤중이라도 즉시 보고하게 하였다. 각 봉수대에 소속된 인원은 남산에는 군사 4인과 오원 2인, 연해와 변경 지방은 군사 10인과 오장 2인, 기타 내륙지방에는 군사 6인과 오장 2인을 배속하였는데 이들은 봉화대 근처의 거주자라야만 했다. 또한 봉화대에 배속되는 봉군은 다른 군역에 종사할 수 없으며 오직 망 보는 일에만 종사하게 했다.
그리고 봉화대는 표주(標柱)를 세워서 경계를 설정하고 거짓 봉화(烽火)나 단순한 방화(放火)를 막론하고 그것이 경계선의 백보(百步) 이내에서 일어났을 때는 병조에서 관할 단속했고, 백보 외에서 일어났을 때는 해당 진영에서 단속하게 했는데 이들은 대개 사형에 처했다. 그리고 봉화대 근처에서는 무당이나 토속에 의한 잡신제사를 금했다.

## 같이 보기
- 폴리비오스 암호
- 시각전신

## 참고 문헌
이 문서에는 문화재청에서 공공누리 제1유형으로 배포된 자료를 바탕으로 한 내용이 포함되어 있습니다. 